# Лавиринт смрти
Лавиринт смрти (у САД Flaming Frontier) је југословенско-западнонемачки вестерн из 1965. године.

## Улоге
| Глумац                   | Улога             |
| ------------------------ | ----------------- |
| Стјуарт Грејнџер         | Олд Шурхенд       |
| Пјер Брис                | Винeту            |
| Лари Пенел               | Генeрaл Џeк О нил |
| Летисија Роман           | Џудит             |
| Теренс Хил               | Тоби              |
| Милан Срдоч              | Олд Вабeл         |
| Ерик Шуман               | Капeтaн Милeр     |
| Волфганг Лукши           | Дик Eдвaрдс       |
| Велимир Бата Живојиновић | Џим Потер         |
| Душан Антонијевић        | Мaки Мотeх        |
| Владимир Медар           | Бeн О Брaјaн      |
| Хермина Пипинић          | Моли              |
| Јелена Жигон             | Дeлиa             |
| Воја Мирић               | Џо                |
| Душан Јанићијевић        | Клинч             |
| Мартин Сагнер            | Боноја            |
| Маријан Хабазин          | Бастер            |
| Стјепан Јурчевић         | власник Бјуда     |